# Renzo Patria
Renzo Patria (Frugarolo, 10 novembre 1933 – Alessandria, 7 giugno 2019) è stato un politico italiano.

## Biografia
Esponente della Democrazia Cristiana, è stato sindaco di Frugarolo e consigliere comunale ad Alessandria. Viene eletto deputato nel 1979, rimanendo alla Camera per quattro legislature consecutive, fino al 1994.
Successivamente aderisce a Forza Italia, con cui viene eletto nuovamente deputato per la XIV Legislatura, dal 2001 al 2006, nella quale è Presidente della Commissione Finanze e Tesoro.
Muore all'età di 85 anni nel giugno del 2019.